# Diarmuid Mac Murchadha Caomhánach

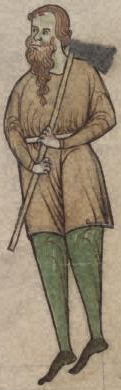
Diarmuid Mac Murchadha Caomhánach. Illustration einer um 1200 entstandenen Handschrift

Diarmuid Mac Murchadha Caomhánach (in älterer Schreibung Diarmait Mac Murchada, auch Dermot von Leinster oder Diarmuid na nGall, anglisiert Dermot MacMurrough, * 1110; † Mai 1171) war ein König von Leinster in Irland aus der Dynastie Uí Ceinnselaig. Er war ein Wegbereiter der anglonormannischen Invasion Irlands und wurde deshalb auch von den Iren Diarmuid na nGall (Diarmuid von den Fremden) oder der Mann, der die Normannen in das Land führte genannt. 

## Jugend und Familie
Mac Murchadha wurde als Sohn von Donnchad mac Murchada, König von Leinster und Dublin, geboren. Die Großmutter seines Vaters Devorgilla (Derbforgaill) war die Tochter von Donnchad, König von Munster und damit Enkelin von Brian Boru. Er hatte zwei Ehefrauen, was nach den Brehon Laws erlaubt war, die erste, Sadb Ni Faeláin, gebar ihm eine Tochter mit Namen Órlaith, welche Domnall Mór, den König von Munster, heiratete. Seine zweite Ehefrau, Mór Ní Tuathail (O’Toole), war die Schwester des heiligen Laurentius O’Toole und die Mutter von Aoife von Leinster und Conchobar Mac Murchada, Mac Murchadhas jüngstem Sohn. Er hatte noch zwei weitere Söhne, Domhnall Caomhánach mac Murchada (von König Ruaidhrí Ó Conchobhair als Geisel ermordet 1170) und Énna Cennselach mac Murchada (geblendet 1169).

## König von Leinster
Am 31. Januar 1132 überfiel Mac Murchadha die Abtei Kildare, erschlug viele Menschen, zündete die Kirche an, ließ die Äbtissin aus der Familie Mac Faelain, die Nachfolgerin St. Brigids, von seinen Soldaten vergewaltigen und setzte seine Nichte Sadhbh Ni Gluniarainn als Äbtissin ein. 1141 blendete oder ermordete er 17 Edle von Leinster, die sich gegen seine tyrannische Herrschaft aufgelehnt hatten.

## Wegbereiter der anglonormannischen Invasion
Diarmuid versuchte vergeblich, Hochkönig von Irland zu werden. 1152 entführte er Derbforgaill, Gemahlin des Königs von Bréifne, Tigernán Ua Ruairc und Tochter von Ruaidhrí Ua Conchobair, König von Connacht und Hochkönig von Irland, als sie auf Pilgerfahrt zum Lough Derg war. Derbforgaill kehrte 1153 zu ihrem Mann zurück, doch Tigernán Ua Ruairc wollte sich trotzdem an Diarmuid rächen. Nach langen Kämpfen konnte Tigernán Ua Ruairc 1166 mit Hilfe seines Schwiegervaters Ruaidhrí Ua Conchobair Diarmuid entscheidend schlagen. Im August 1166 floh Diarmuid mit seiner Tochter Aoife nach Bristol, um die Unterstützung des englischen Königs Heinrich II. zu erbitten. Da der König jedoch bereits nach Frankreich weiter gereist war, folgte ihm Diarmuid und traf ihn kurz nach Weihnachten in Aquitanien. Heinrich II. versprach ihm keine direkte Hilfe, erlaubte ihm aber, in England Unterstützung für die Rückeroberung seines Reiches zu suchen. In Bristol versuchte Diarmuid zunächst, die Unterstützung von Richard Strongbow, dem Earl of Pembroke zu bekommen, und versprach ihm die Hand seiner Tochter Aoife. Strongbow zögerte zunächst und ersuchte die ausdrückliche Zustimmung von König Heinrich II. Dazu verhandelte er mit Maurice FitzGerald, der jedoch erst weitere Unterstützer für einen Angriff auf Irland suchen musste. Im August 1167 kehrte Diarmuid nach Irland zurück und blieb zunächst im Kloster von Ferns. Im Frühjahr 1168 wurden seine irischen Truppen erneut von Tigernán Ua Ruairc geschlagen, und Diarmuid musste 100 Unzen Gold als Entschädigung zahlen. Als Ruaidhrí Ua Conchobair im Frühjahr 1169 einen weiteren Angriff auf Leinster plante, bat Diarmuid seine anglonormannischen Verbündeten um dringende Hilfe. Im Mai landeten Maurice FitzGerald und Robert FitzStephen mit einer kleinen Streitmacht bei Wexford. Sie vereinigten ihre Streitmacht mit Diarmuids irischen Kämpfern, wurden jedoch nach anfänglichen Erfolgen von Ruaidhrí Ua Conchobair bei Ferns geschlagen. Die Anglonormannen setzten sich in Wexford fest, während Diarmuid Ruaidhrí Ua Conchobair als Hochkönig anerkennen und ihm seinen Sohn Domhnall und seinen Enkel als Geisel stellen musste. Im August 1170 landete Strongbow mit einer weiteren anglonormannischen Streitmacht in Irland. Ruaidhrí Ua Conchobair warnte Diarmuid davor, den Frieden zu brechen, doch dieser antwortete, dass ihm das Schicksal der Geiseln gleichgültig sei. Daraufhin wurde Diarmuids Sohn Domhnall getötet. Die anglonormannische Streitmacht eroberte Dublin, und Strongbow heiratete Diarmuids Tochter Aoife. Als Diarmuid 1171 starb, wurde Strongbow so sein Erbe. Diarmuid wurde auf dem Kirchhof von Ferns begraben. Sein Erbe wurde sein Schwiegersohn Strongbow, womit die Fremdherrschaft in Irland begann.